# مايك فيرنر
مايك فيرنر (بالألمانية: Mike Werner)‏ (13 فبراير 1971 شبرمبرغ ألمانيا - ) هو لاعب كرة قدم ألماني، يلعب كمدافع، ولعب 114 مباراة.

## مسيرته

### مسيرته مع الأندية
- 1988 - 1989 لعب مع نادي فرانكفورت 3 مباريات.
- 1991 - 1996 لعب مع هانزا روستوك 111 مباراة.

## روابط خارجية
- مايك فيرنر على موقع قاعدة بيانات كرة القدم.إي يو (الإنجليزية)
- مايك فيرنر على موقع بيانات كرة القدم. دي إي (الألمانية)
- مايك فيرنر على موقع عالم كرة القدم.نت (الإنجليزية)